# Georg Jurij Nikolaewitch Woronow
Georg Jurij Nikolaewitch Woronow (1874 — 1931) foi um botânico russo.

## Homenagens
Entre outras plantas o botânico deu nome as seguintes plantas:
- Galanthus woronowii
- Polystichum woronowii [2].